# 埃爾普帕羅國家自然公園
埃爾普帕羅國家自然公園（西班牙語：Parque nacional natural El Tuparro），是哥倫比亞的國家公園，位於該國東部比查達省，成立於1970年，面積5,480平方公里，該地區有74種哺乳類動物、320種鳥類、17種爬蟲類和26種魚類棲息。